# Odontodes fuscosuffusa
Odontodes fuscosuffusa är en fjärilsart som beskrevs av Embrik Strand 1917. Odontodes fuscosuffusa ingår i släktet Odontodes och familjen nattflyn. Inga underarter finns listade i Catalogue of Life.